# 小行星9650
小行星9650（英語：9650）是一颗围绕太阳公转的小行星。1995年12月17日，小林隆男在大泉天文台发现了此天体。
这颗小行星的绝对星等为79.21428159746711等。